# عزیز (فیلم ۱۹۶۵)
عزیز (به انگلیسی: Darling) فیلمی ۱۲۸ دقیقه‌ای به کارگردانی جان شلزینگر با بازی جولی کریستی محصول سال ۱۹۶۵ میلادی کشور ایالات متحده است.

## خلاصهٔ داستان
دایانا (جولی کریستی) که دختر زیبا و تنوع‌طلبی است، با رابرت (دیرک بگارد) رابطه‌ای عاشقانه را آغاز می‌کند. هردوی آنها متأهل‌اند و رابطه‌شان مخفیانه است. پس از چندی دایانا برای پیگیری علاقهٔ خود به بازیگری با مایلز (لارنس هاروی) که به او نقشی در فیلم خود داده، آشنا شده و همبستر می‌شود. همین موضوع باعث جدا شدن رابرت از او می‌شود. پس از چندی دایانا با مالکوم عکاس همجنسگرا که همدل‌ترین کس در اطراف دایانا است، دوست می‌شود؛ اما بازهم آرام نمی‌گیرد. با دیدن شهر رم، به پیشنهاد ازدواج شاهزادهٔ پیر جواب مثبت می‌دهد و وارد کاخ می‌شود. او نمی‌تواند زندگی کسالت‌آور آنجا را تحمل کند، پس به انگلستان برمی‌گردد تا رابرت را پیدا کند. اما رابرت دیگر او را نمی‌خواهد و او را به ایتالیا پس می‌فرستد.